# Озеро Малинівка (заказник)
Ландшафтний заказник місцевого значення «Озеро Малинівка» створений рішенням Київради № 3148/3189 від 2.06.2022 р..

## Опис
Заповідною оголошено територію давнього заплавного озера Малинівка площею 4 га. Озеро зберегло натуральний гідрорежим, береги вкрито природною рослинністю.

## Рослинність

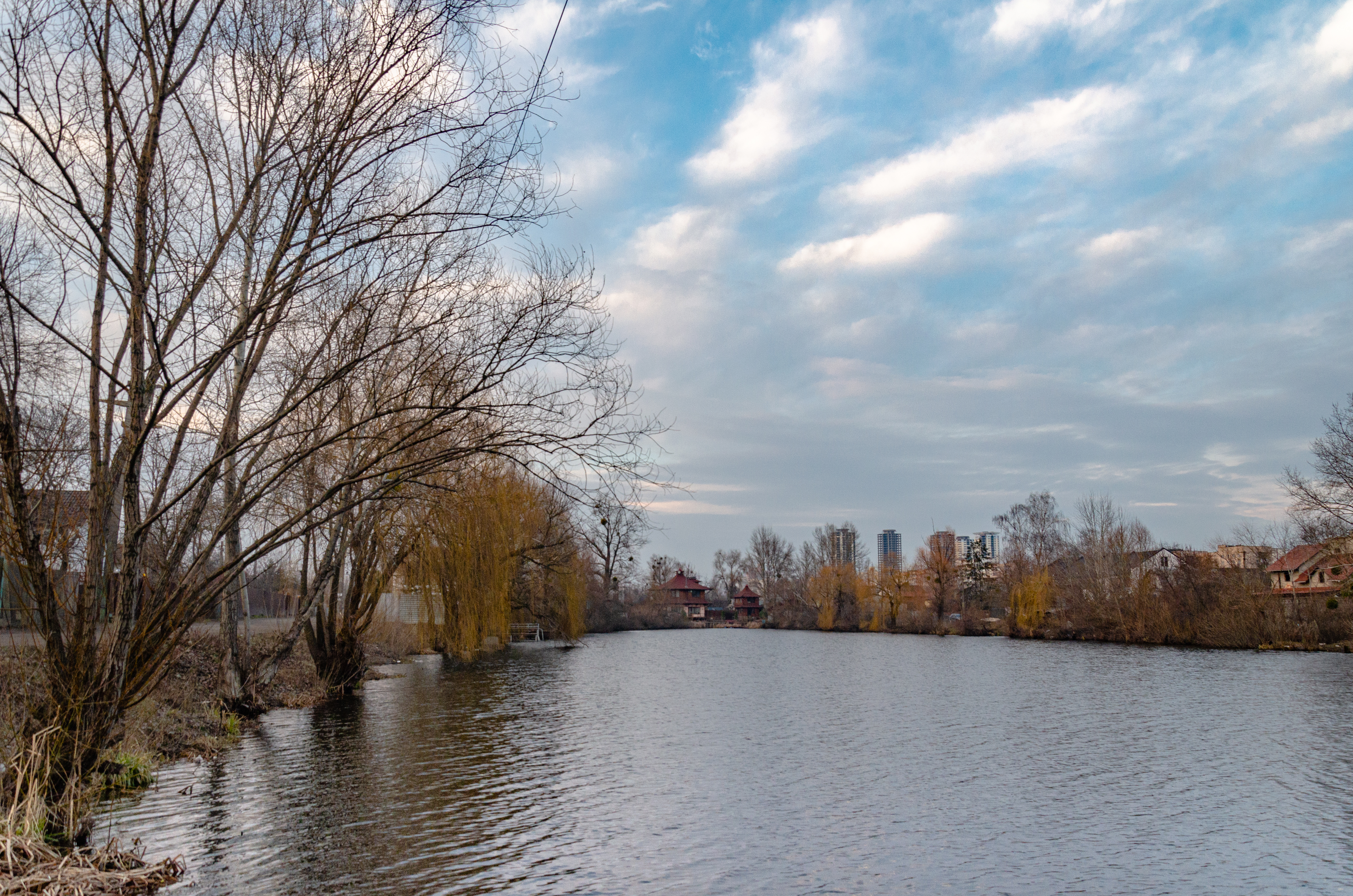
Озеро Малинівка, м. Київ

В складі водної рослинності присутня внесена до Червоної книги України водна папороть — сальвінія плавуча.
Низка водних угруповань також охороняються Додатком 1 до Резолюції №4 Бернської конвенції: біотоп вільно плаваючих скупчень жабурника, різака (Stratiotes aliodes), вільно плаваюча рослинність евтрофних водойм (ряски, різака, сальвінія плавуча), вкорінена занурена рослинність евтрофних водойм — угруповання рдесників, водопериці та різухи, мезотрофна рослинність повільно текучих водотоків, евтрофна рослинність повільно текучих річок.